# Krzysztof Teodor Toeplitz

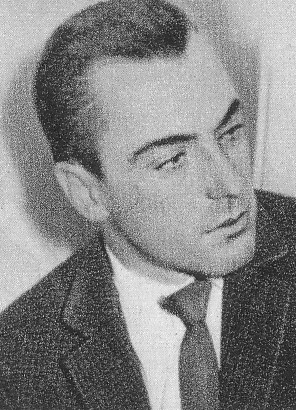
Krzysztof Teodor Toeplitz w latach 60.

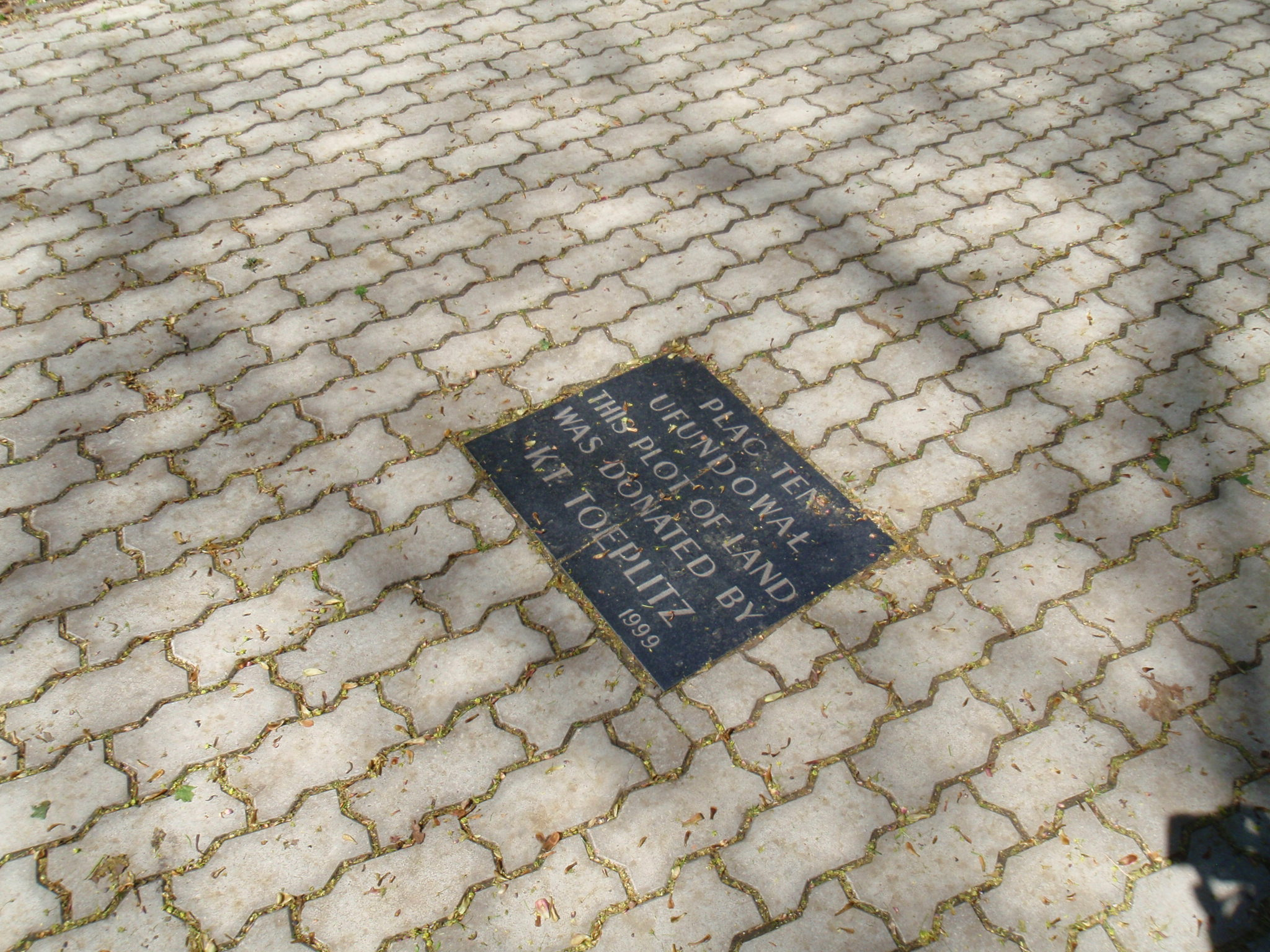
Tabliczka fundacyjna na cmentarzu żydowskim w Warszawie

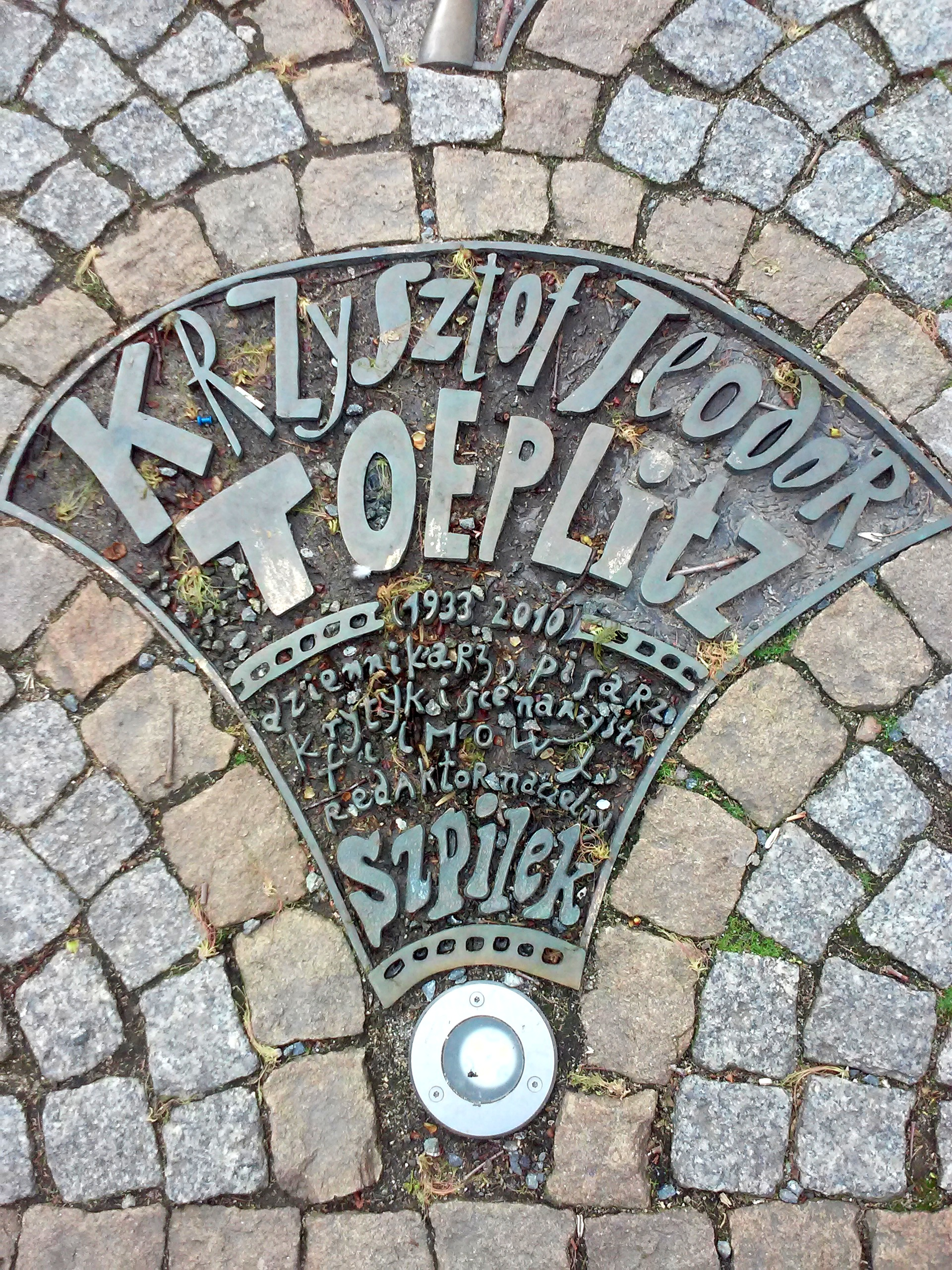
Tablica pamiątkowa w Alei Gwiazd Satyrykonu na głównym deptaku Legnicy (ul. Najświętszej Marii Panny)

Krzysztof Teodor Toeplitz, właśc. Krzysztof Toeplitz, ps. KAT, KTT, Krzysztof Deuter i in. (ur. 28 stycznia 1933 w Otrębusach, zm. 30 marca 2010 w Warszawie) – polski dziennikarz, pisarz i działacz polityczny, felietonista, publicysta, krytyk filmowy, autor scenariuszy filmowych (m.in. serialu Czterdziestolatek), sztuk teatralnych i programów telewizyjnych; w latach 1969–1975 redaktor naczelny tygodnika „Szpilki”, w latach 1994–1997 redaktor naczelny tygodnika „Wiadomości Kulturalne”.

## Życiorys

### Wykształcenie i praca zawodowa
Pochodził ze spolonizowanej rodziny żydowskiej Toeplitzów (napisał o niej książkę). Był prawnukiem Bonawentury Toeplitza, wnukiem Teodora Toeplitza (działacza PPS, współzałożyciela i prezesa Warszawskiej Spółdzielni Mieszkaniowej) i synem Kazimierza Leona Toeplitza i jego żony Eugenii z domu Radzio. Jego stryjem był twórca i długoletni rektor Łódzkiej Szkoły Filmowej – profesor Jerzy Toeplitz.
W latach 1947–1948 należał do ZWM, następnie (1948–1954) był członkiem ZMP. Debiutował w 1947 recenzją filmową na łamach OMTUR-owskiego czasopisma „Młodzi Idą”.
W 1951 roku ukończył Państwowe Gimnazjum i Liceum im. Stefana Batorego w Warszawie. W 1955 roku ukończył historię sztuki na Uniwersytecie Warszawskim. Wykładał w Państwowej Wyższej Szkole Pedagogicznej w Warszawie oraz w łódzkiej Państwowej Wyższej Szkole Filmowej. Od strony naukowej zajmował się kulturą popularną, filmem, mass-mediami. Był także jednym z niewielu polskich teoretyków komiksu w PRL (analiza Spaceru Walentyny z lat 70 XX w.; pierwsza w Polsce książka o komiksie pt. Sztuka komiksu z 1985). Obok Jerzego Szyłaka i Wojciecha Birka zaliczany jest do najważniejszych dla tej dziedziny badaczy.
Był współpracownikiem wielu czasopism m.in. „Świata”, „Nowej Kultury” (1952–1959), „Przeglądu Kulturalnego” (1959–1960), „Kultury” (1965–1969 i 1975–1981) oraz „Polityki” (od 1983); pełnił funkcję redaktora naczelnego: 1969–1975 „Szpilek”, 1991–1992 dziennika „Nowa Europa”, od maja 1994 do marca 1998 tygodnika „Wiadomości Kulturalne”. Pracował jako felietonista w „Przeglądzie”. Pisał codzienne komentarze (o charakterze felietonowym) w „Trybunie”. Publikował także w polskiej edycji „Le Monde diplomatique”. Od powstania NSZZ Solidarność w 1980 odnosił się do związku wrogo, popierał rząd gen. Jaruzelskiego, także podczas stanu wojennego. Na wniosek Jerzego Urbana nie został poddany weryfikacji po wprowadzeniu stanu wojennego.
Wraz z reżyserem Jerzym Gruzą stworzył polski serial Czterdziestolatek i Czterdziestolatek 20 lat później.

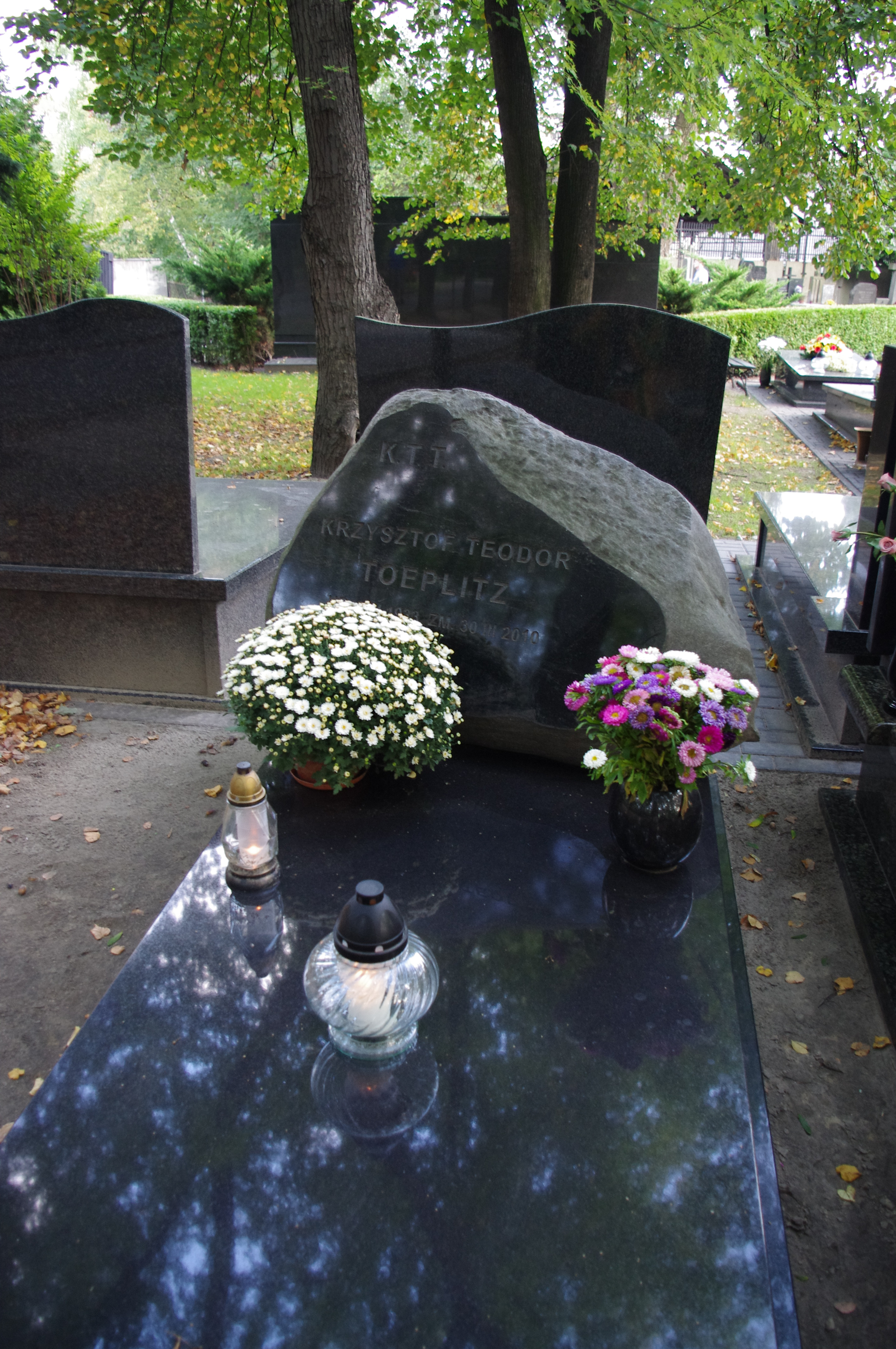
Grób Krzysztofa Teodora Toeplitza na Cmentarzu Wojskowym na Powązkach

### Działalność polityczna i społeczna
Uczestniczył w obradach Okrągłego Stołu po stronie rządowej w podzespole do spraw środków masowego przekazu. W wyborach do Parlamentu Europejskiego w 2004 bez powodzenia kandydował z listy SdPl w województwie mazowieckim, uzyskując niecałe 8 tys. głosów.
Ufundował utwardzenie części układu drogowego cmentarza żydowskiego przy ul. Okopowej w Warszawie, gdzie spoczywa m.in. jego pradziadek Bonawentura Toeplitz.

### Życie prywatne
Ojciec kompozytora i wykonawcy Kaspra Toeplitza (ur. 1960), którego matką jest tancerka Krystyna Mazur, dziennikarki Faustyny Toeplitz-Cieślak (ur. 1964), której matką jest Barbara Modelska oraz rapera i organizatora Ślizgu Franciszka Teodora Toeplitza (ps. Franek) (ur. 1978), którego matką jest Bożena Toeplitz. Był autorem nazwy czasopisma „Ślizg”.
Był mieszkańcem Łomianek koło Warszawy. Zmarł 30 marca 2010 po długiej i ciężkiej chorobie. Został pochowany 9 kwietnia 2010 na Cmentarzu Wojskowym na Powązkach (kwatera B DOD-6-6).

## Odznaczenia i nagrody
Laureat Nagrody "Miesięcznika Literackiego" (1970) za książkę "Pies w studni" (Państwowy Instytut Wydawniczy). W 1984 otrzymał Nagrodę indywidualną RSW „Prasa-Książka-Ruch”, a w 1987 Złotą odznakę Stowarzyszenia Dziennikarzy PRL (1987). 
W 2003 otrzymał Medal „Zasłużony dla Tolerancji”. 7 grudnia 2009 z rąk Ministra Kultury i Dziedzictwa Narodowego Bogdana Zdrojewskiego odebrał Złoty Medal „Zasłużony Kulturze Gloria Artis”.

## Wybrane pozycje książkowe
- Dziewiąte ramię ośmiornicy (1958); kryminał wydany pod pseudonimem Krzysztof Deuter
- Kino dla wszystkich (1964)
- Sekrety filmu (1967)
- Akyrema (1968)
- Mieszkańcy masowej wyobraźni (1970)
- Przypowiastki dawne i dawniejsze (1979)
- Szkice edynburskie czyli system telewizji, Państwowy Instytut Wydawniczy, Warszawa (1979). ISBN 83-06-00145-1
- 16 miesięcy: felietony (sierpień 1980 – grudzień 1981) (1983)
- Sztuka komiksu (1985)
- Gorący kartofel. Warszawa: 1986, s. 168. ISBN 978-83-03-01959-2.
- Najkrótsze stulecie (2000)
- Rodzina Toeplitzów. Książka mojego ojca. Warszawa: Iskry, 2004, s. 384. ISBN 83-207-1765-5.
- Dokąd prowadzą nas media. Warszawa: Iskry, 2006. ISBN 83-244-0029-X. Brak numerów stron w książce
- Tytoniowy szlak, czyli szkic z historii obyczaju, gdy palono tytoń, Wydawnictwo Nowy Świat (2009)

## Scenariusze filmowe i telewizyjne
- Pan Anatol szuka miliona (1958) reż. Jan Rybkowski
- Dzięcioł (1970) reż. Jerzy Gruza
- Czterdziestolatek (1974–1977) reż. Jerzy Gruza
- Motylem jestem, czyli romans 40-latka (1976) reż. Jerzy Gruza
- Gorączka (1980) reż. Agnieszka Holland
- Miłość ci wszystko wybaczy (1981) reż. Janusz Rzeszewski
- Czterdziestolatek 20 lat później (1993)[15] reż. Jerzy Gruza
- Sukces (serial telewizyjny 1996) reż. Krzysztof Gruber
- Sukces (serial telewizyjny 2000) reż. Andrzej Kostenko
- Studenci trzeciego wieku (niezrealizowany)[16].